# リン酸鉄(III)
リン酸鉄(III)（リンさんてつ、英: Iron(III) phosphate もしくは ferric orthophosphate）とは、3価の鉄のリン酸塩であり、組成式がFePO4で表される無機化合物である。リン酸第二鉄とも呼ばれる。また、燐酸第二鉄と書かれる場合も有る。なお、2価の鉄のリン酸塩は、リン酸第一鉄と呼ばれる。

## 生成
塩化鉄(III)とリン酸を封管中で180 ℃に保ち、2時間から3時間程度加熱すると、リン酸第二鉄の二水和物が析出する。
{\displaystyle {\ce {FeCl3\cdot 6H2O\ +H3PO4->FePO4\cdot 2H2O\ +3HCl\ +4H2O}}}

## 性質
リン酸第二鉄の二水和物は、バラ色の単斜晶系の結晶であり、冷水にはほとんど溶けず、塩酸に溶ける。
20 ℃における溶解度積は以下の通りである。
{\displaystyle {\ce {FePO4\ \rightleftarrows \ Fe^{3+}(aq)\ +PO4^{3-}(aq)\ ,}}} {\displaystyle K_{sp}=1.3\times 10^{-22}}

## 用途
リン酸第二鉄は、普通は五水和物の形で市販されており、農業において、ナメクジやカタツムリやスクミリンゴガイなど陸棲貝類の防除用の農薬として用いられる。陸棲貝類の防除のために従来使われていたメタアルデヒドに比べて、リン酸第二鉄の哺乳類に対する毒性は極めて低い。食品添加物の栄養強化剤として利用できる程である。このためリン酸第二鉄粒は、有機農業においてでも利用可能である。
これ以外に、
リン酸鉄リチウムイオン電池 (Lithium iron phosphate battery) の正極に使われる、リン酸鉄リチウムの原料としても使用される。